# Korail 8000 sorozat
A Korail 8000 sorozat egy dél-koreai Bo-Bo-Bo tengelyelrendezésű 25 kV 60 Hz AC áramrendszerű villamosmozdony-sorozat. Az Alstom, a Daewoo Heavy Industry és a KNR Seoul factory gyártotta 1972 és 1980 között. Összesen 94 db készült a sorozatból (8001-8094-es számozással), de sokat közülük már nyugdíjaztak, mivel új mozdonysorozatok álltak szolgálatba.
A mozdonyok a francia SNCF BB 15000 sorozatnak a módosított változata.  Beceneve Mazinger (mely egy robot neve a Mazinger nevű Japán anime sorozatban).
Mind személy-, mind teherszállítási feladatokat látott el a 8200 sorozat bevezetéséig, amely a régebbi mozdonyokat kizárólag teherszállítási szolgáltatásra korlátozta. Összesen 94 darabot építettek.

## Műszaki jellemzése
A mozdonyok teljesítménye 3900 kW, sebessége csak 85 km/h. A tervezés során a sebességet feláldozták a nagyobb vonóerő érdekében.
Három változatban épült:
- 8001 - 8066: 1972 és 1974  között
- 8067 - 8090: 1976 és 1977 között
- 8091 - 8094: 1986 és 1990 között

## Műszaki adatok
A mozdonyt az 50 C/s Group tervezte, amely az európai gyártókból, az Alsthomból (ma Alstom), a Siemensből, az MTE-ből, a Brown-Boveriből, az ACEC-ből és az AEG-ből állt, és amelyet az Alsthom vezetett. A mozdony három forgóvázzal rendelkezik Bo-Bo-Bo elrendezésben. Hat 650 kW (870 LE) egyenáramú vontatómotorral a teljes teljesítménye 3900 kW (5200 LE). A sebességfokozat 15:96, a végsebesség 85 km/h, amelyet meredek emelkedőkkel és rövid sugarú kanyarokkal rendelkező hegyi vonalakra optimalizáltak. A tervezést a korabeli francia mozdonyok, például az SNCF BB 15000 sorozat és az SNCF CC 6500 inspirálták.

## Balesetek
1975. november 3-án a Taebaek vonalon a 8056-os és 8058-as egységek lezuhantak a Seonam hídról. A 8056-ost 1977 januárjában a KNR szöuli gyárában, a 8058-ast 1979 januárjában a Hanjin Heavy Industry újjáépítette.

## Selejtezés
Ahogy a 8000 sorozatú mozdonyok 30 éves élettartamuk végéhez közeledtek, a Korail úgy találta, hogy helyettük egy új mozdonysorozatot kell rendelnie. Az új mozdonyok a Korail 8500 sorozat néven váltak ismertté, és 2012 óta folyamatosan álltak szolgálatba. A 8000 sorozatú mozdonyok többségét kivonták a forgalomból.
A 8001-es és 8091-es pályaszámú mozdonyokat várhatóan megőrzik. Jelenleg üzemen kívül tárolják őket.